# دائرة أم علي
دائرة أم علي إحدى دوائر ولاية تبسة الجزائرية . عاصمتها هي أم علي وتضم بلديات :
- أم علي
- صفصاف الوسرة